# Karapax

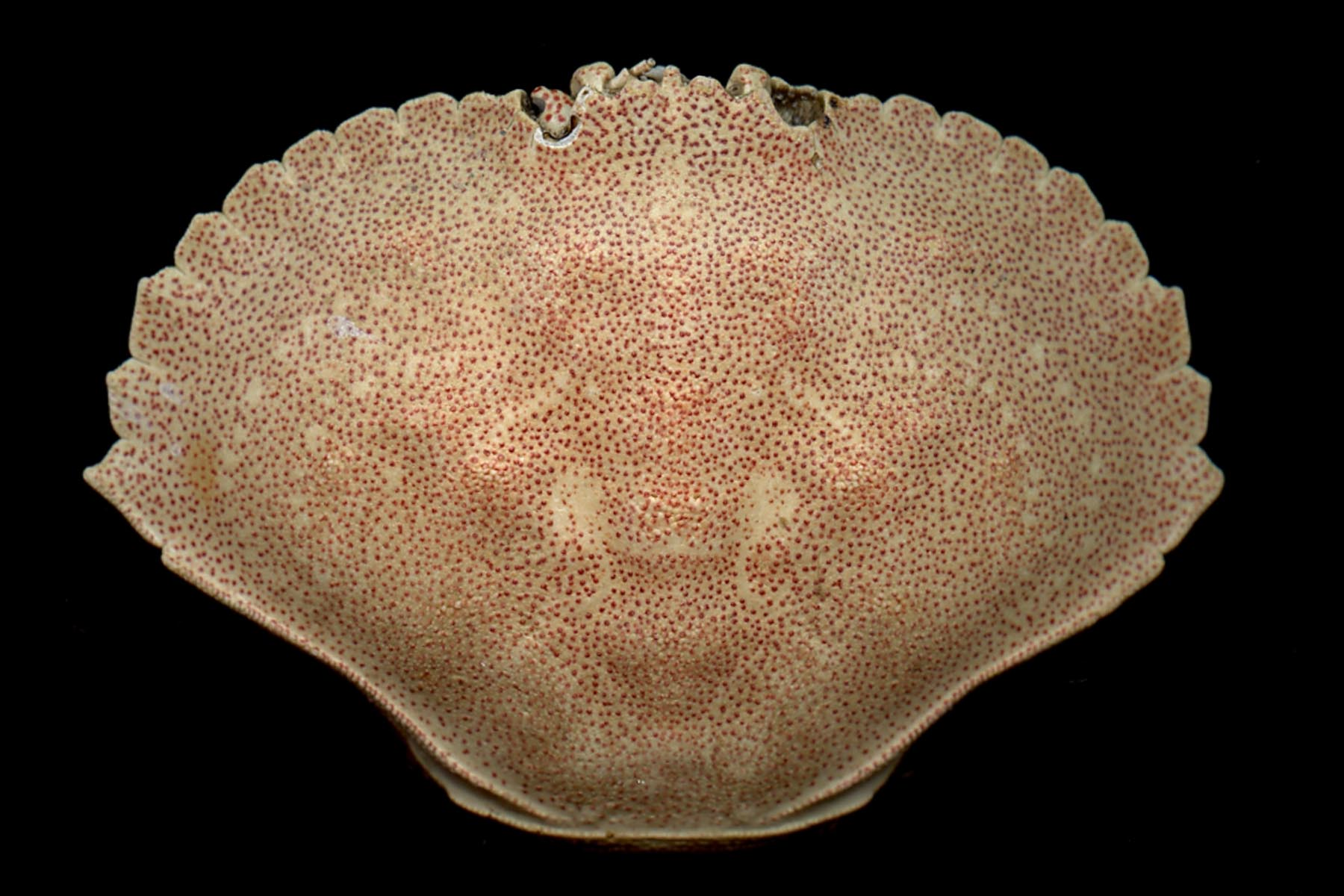
Karapax kraba Cancer irroratus

Karapax je hřbetní část krunýře želvy. Také se tak označuje vnější ochrana těla překrývající hlavohruď některých korýšů a pavoukovců. U některých živočichů se na něm projevuje pohlavní dvojtvárnost.

## Želvy

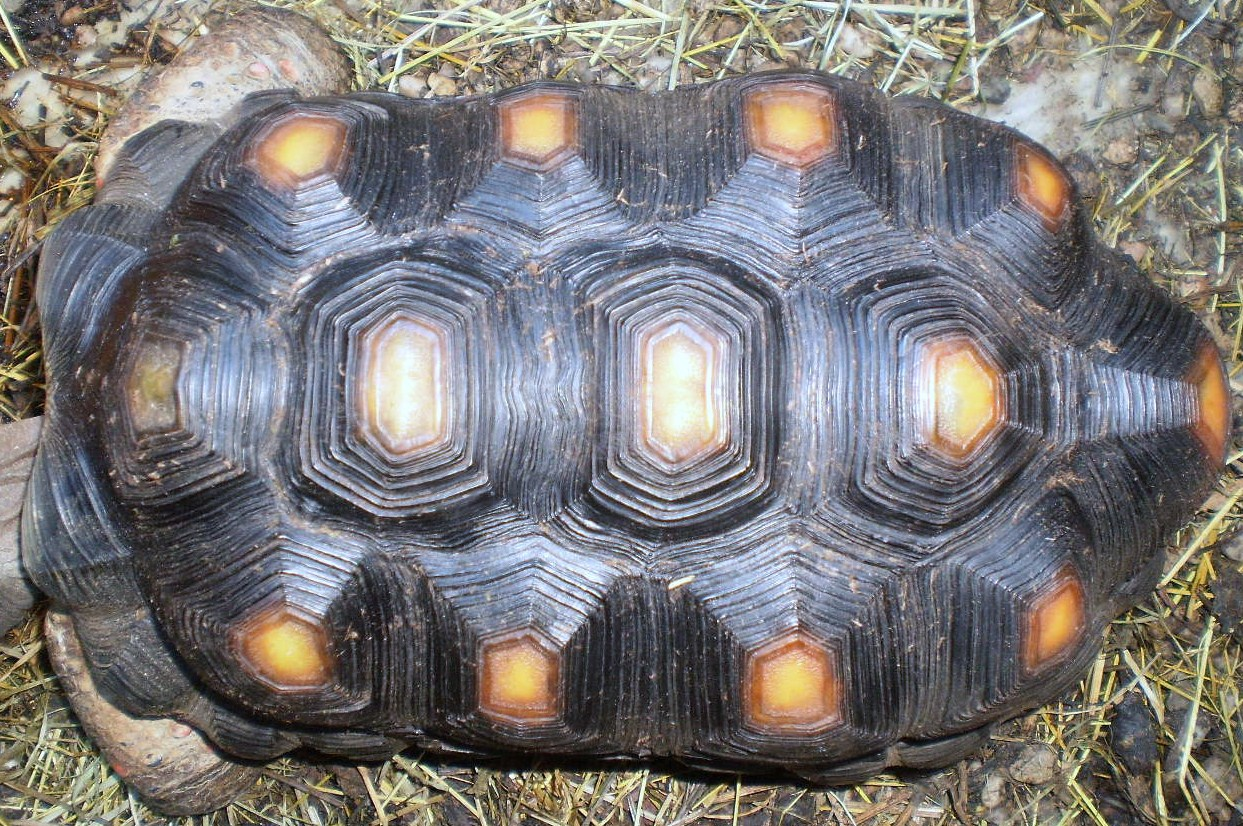
Karapax želvy uhlířské

U želv může být různě tvarovaný a zabarvený, většinou slouží pro větší bezpečnost jedince. Představuje jednak pevnou ochranu před predátory, z nichž někteří si s ním ale dovedou poradit - například shozením želvy z velké výšky na skálu (draví ptáci). U některých druhů umožňuje maskování v prostředí (mimikry).
U mnohých želv byla také zaznamenána změna provázaná změnou prostředí (např. jiné zabarvení při pobytu venku oproti chovu v teráriu), obecně jej mívají želvy žijící v zajetí méně zabarvený oproti želvám žijícím v přírodě.
Na zdravém růstu karpaxu se podílí správná strava, přísun vitamínů, vápníku a také pobyt na slunci, tedy dostatek UV záření. Pokud zvíře nemá dostatek tohoto, nastane změknutí krunýře a může dojít k jeho trvalému zdeformování-křivici. Tento problém se objevuje zejména u zvířat mladých, která rostou a krunýř se jim teprve vyvíjí.

## Členovci

### Korýši
Krunýř hlavohrudi korýše ústí ve své přední části do nápadného čelního hrotu rostrum. Postranní výběžky karapaxu poskytují zespodu otevřenou žaberní dutinu, která ukrývá žábry na hrudních nožkách a na hrudní stěně. Zabarvením a svou pevností chrání karapax živočicha. Jeho chemické složení je odlišné od samotné pokožky, 46,7 % chitinu, 46,3 % uhličitanu vápenatého a 7 % fosforečnanu vápenatého. Krunýř raků obsahuje dvě základní barviva; blankytnou modř cyanokrystalin a červenou crustaceorubin.

## Galerie

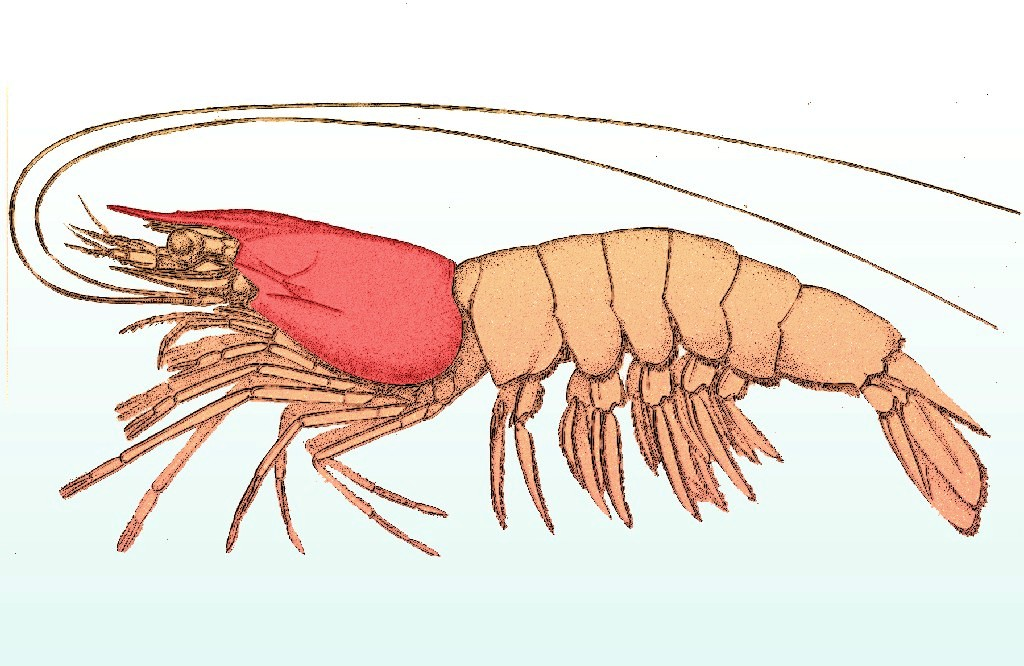
Karapax korýše
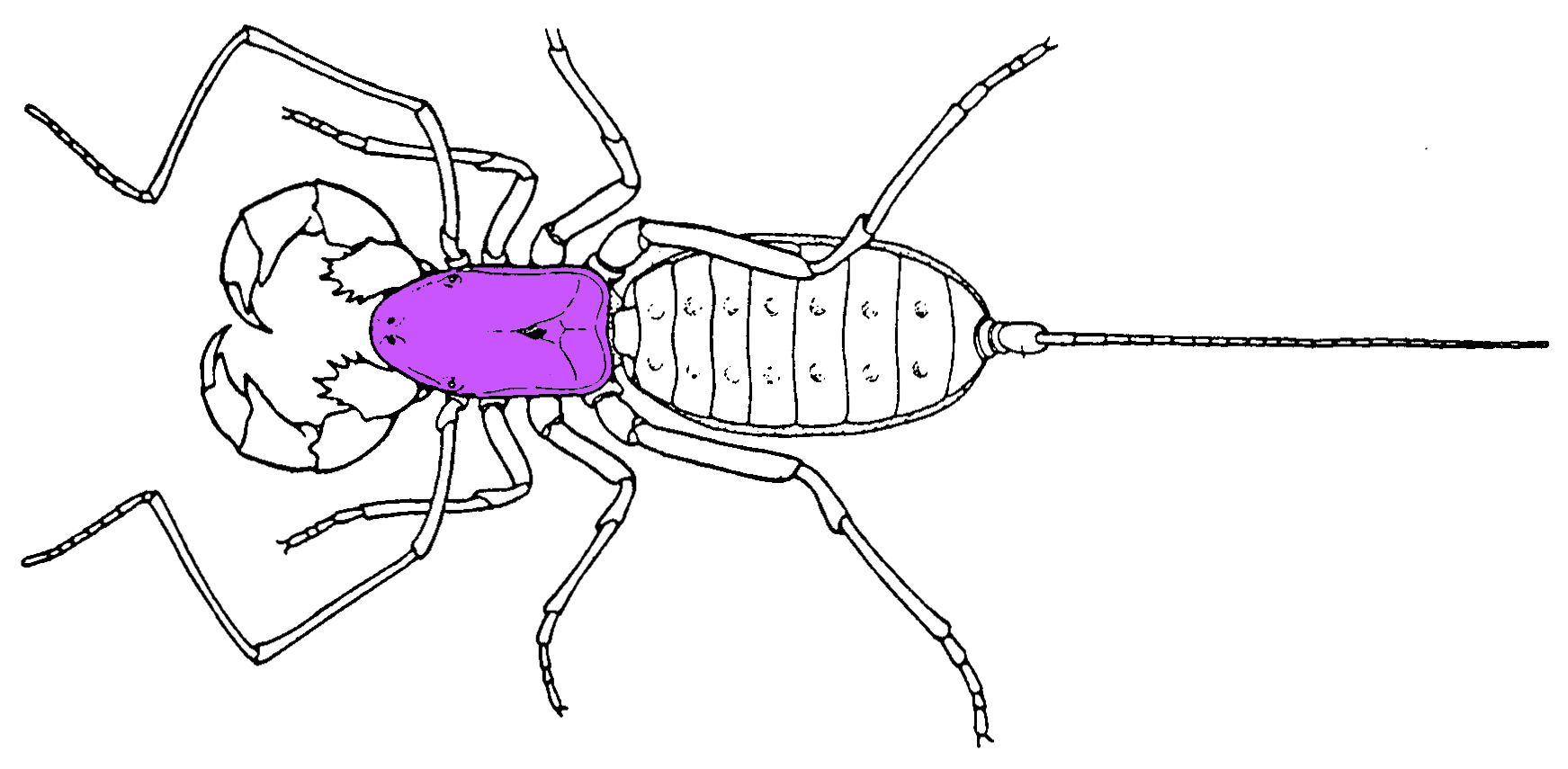
Karapax pavoukovce